# Arpalik
Sota l'Imperi Otomà, un arpalik or arpaluk (turc Arpalık) era una gran propietat (és a dir, sanjak) atribuïda a un titular de càrrec superior, o per a alguns marcgravi, com un arranjament temporal abans que fossin nomenats en certa posició adequada.

## Etimologia
L'ordi era conegut com a arpa en turc, i el sistema feudal a l'Imperi Otomà utilitzat el terme arpalik, o "ordi-diners ", per referir-se a una segona assignació feta als funcionaris per compensar els costos de farratges per als seus cavalls (per cobrir les despeses de manteniment d'una petita unitat de cavalleria).